# Jorge Molina
Jorge Molina Vidal (ur. 22 kwietnia 1982 w Alcoy) – hiszpański piłkarz występujący na pozycji napastnika. Grał w pierwszej oraz drugiej lidze hiszpańskiej.

## Kariera
Profesjonalną karierę piłkarską rozpoczął w klubie z rodzinnego miasta, CD Alcoyano, występującym wówczas w Tercera División. Na tym samym poziomie rozgrywek rywalizował także w nowych klubach - Benidormie oraz Gandíi. Po powrocie na Estadio Municipal de Guillermo Amor, był już czołowym strzelcem tej drużyny, bramki zdobywając już na trzecim poziomie rozgrywkowym w kraju (Segunda División B). W 2007 roku odszedł do Polideportivo Ejido, które z nim w składzie zajęło mało chlubne, ostatnie miejsce w drugiej lidze. Wydarzeniem, które przysporzyło mu zainteresowania silniejszych klubów, był hat-trick w meczu Copa del Rey w sezonie 2008/09, pomiędzy Ejido a pierwszoligowym wówczas Villarrealem. Sezon później Molina wrócił do gry w Segunda División a jego nową drużyną zostało walczące o awans Elche CF. Z miejsca stał się pewnym elementem tej drużyny, a jego 26 bramek strzelonych w sezonie ligowym wydatnie przyczyniło się do zajęcia przez Ilicitanos 6. miejsca w tabeli. Król strzelców całych rozgrywek nie pomógł jednak w wywalczeniu awansu do La Liga - w barażach o promocję Elche uległo Levante UD.
Co nie udało się teraz, Molina zrealizował w swoim nowym klubie - Realu Betis. Klub z Estadio Benito Villamarín w Sewilli latem 2010 roku wykupił jego kartę zawodniczą za 1,6 mln euro. Władze Verdiblancos zobowiązały się ponadto do przelania na konto Elche 500 tysięcy euro, w wypadku oczekiwanego powrotu Betisu do Primera División. Kontrakt z piłkarzem miał obowiązywać przez cztery lata. Pod wodzą Pepe Mela klub z Andaluzji zajął pewnie 1. miejsce w tabeli ligowej. Sam Molina wraz z Rubénem Castro stworzył najbardziej bramkostrzelny duet napastników w SD. Swój debiut w La Liga Molina zaliczył w wieku 29 lat, 4 miesięcy i 5 dniu, rozgrywając 30 minut w wygranym spotkaniu z Granadą 27 sierpnia 2011 roku. Na pierwszą bramkę w rozgrywkach czekał zaś ponad miesiąc. 15 września pokonał Ikera Casillasa w przegranej 1–4 potyczce z Realem Madryt. W swoim debiutanckim sezonie na najwyższym poziomie rozgrywek, który jego klub - beniaminek - skończył na 13. miejscu, Molina zdobył w sumie 6 bramek. Sezon 2012/13 był dla niego jeszcze lepszy. Wraz z Betisem zajął wysokie, 7. miejsce w tabeli, uprawniające do startu w Lidze Europy. On sam strzelił 13 bramek (wśród klubowych kolegów więcej trafień zgromadził wówczas tylko Rubén Castro) w 32 meczach.
W lipcu 2023 w wieku 41 lat ogłosił koniec kariery piłkarskiej.
| Sezon     | Klub                | Kraj      | Liga               | Mecze | Gole |
| --------- | ------------------- | --------- | ------------------ | ----- | ---- |
| 2001/2002 | CD Alcoyano         | Hiszpania | Tercera División   | 28    | 12   |
| 2002/2003 | Benidorm CF         | Hiszpania | Tercera División   | 4     | 2    |
| 2003/2004 | Benidorm CF         | Hiszpania | Tercera División   | 14    | 5    |
| 2004/2005 | CF Gandía           | Hiszpania | Tercera División   | 22    | 5    |
| 2005/2006 | Benidorm CF         | Hiszpania | Segunda División B | 35    | 12   |
| 2006/2007 | Benidorm CF         | Hiszpania | Segunda División B | 37    | 22   |
| 2007/2008 | Polideportivo Ejido | Hiszpania | Segunda División   | 30    | 5    |
| 2008/2009 | Polideportivo Ejido | Hiszpania | Segunda División B | 38    | 19   |
| 2009/2010 | Elche CF            | Hiszpania | Segunda División   | 38    | 26   |
| 2010/2011 | Real Betis          | Hiszpania | Segunda División   | 34    | 18   |
| 2011/2012 | Real Betis          | Hiszpania | Primera División   | 26    | 6    |
| 2012/2013 | Real Betis          | Hiszpania | Primera División   | 32    | 13   |
| 2013/2014 | Real Betis          | Hiszpania | Primera División   | 33    | 8    |
| 2014/2015 | Real Betis          | Hiszpania | Segunda División   | 33    | 18   |
| 2015/2016 | Real Betis          | Hiszpania | Primera División   | 22    | 1    |
| 2016/2017 | Getafe CF           | Hiszpania | Segunda División   | 39    | 20   |
| 2017/2018 | Getafe CF           | Hiszpania | Primera División   | 36    | 7    |
| 2018/2019 | Getafe CF           | Hiszpania | Primera División   | 38    | 14   |
| 2019/2020 | Getafe CF           | Hiszpania | Primera División   | 34    | 5    |
| 2020/2021 | Granada CF          | Hiszpania | Primera División   | 33    | 8    |
| 2021/2022 | Granada CF          | Hiszpania | Primera División   | 35    | 10   |
| 2022/2023 | Granada CF          | Hiszpania | Segunda División   | 25    | 3    |